# Ducado de Segovia

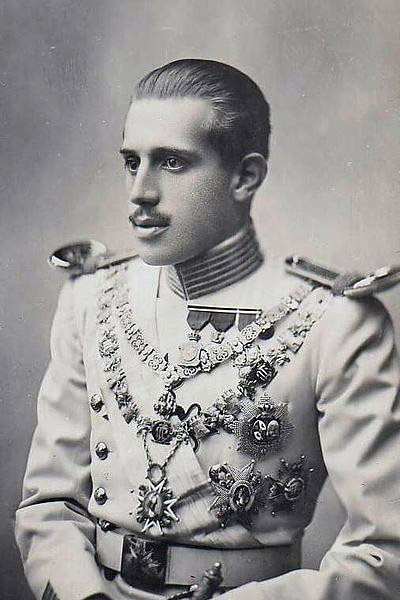
Infante Jaime de Borbón y Battenberg, duque de Segovia.

El ducado de Segovia es un título de la Casa Real cuyo uso fue autorizado el 23 de junio de 1933 por el rey Alfonso XIII en el exilio para su hijo Jaime de Borbón y Battenberg. Al ser un título de la Casa Real, se concedió con carácter vitalicio.

## Denominación
Su nombre se refiere a la ciudad castellana de Segovia, en la provincia del mismo nombre.

## Antecedentes
Jaime de Borbón y Battenberg era el segundo hijo del rey Alfonso XIII y de su esposa, la reina Victoria Eugenia.
Su hermano mayor, el primogénito Alfonso de Borbón y Battenberg, príncipe de Asturias, aquejado de hemofilia, renunció a los derechos sucesorios al trono de España para casarse con la cubana Edelmira Sampedro y Robato de quién se divorció más tarde, volviéndose a casar con otra cubana, Marta Esther Rocafort y Altuzarra. De ninguno de estos matrimonios hubo descendencia.
La renuncia de su hermano mayor convirtió a Jaime de Borbón y Battenberg en heredero de la Corona. Sin embargo, diez días después de la renuncia de su hermano, a instancias de su padre, y en consideración a la sordomudez de que padecía, que le hubiera limitado para cumplir con sus responsabilidades, renunció a sus derechos al trono de España, para sí y sus descendientes.
El nuevo príncipe de Asturias pasó a ser, entonces, el tercer hijo varón del rey, Juan de Borbón y Battenberg, padre de Juan Carlos I, (que llegó al trono el 20 de noviembre de 1975, a la muerte de Francisco Franco).
Como compensación a su renuncia al trono de España, Jaime de Borbón y Battenberg, recibió el título vitalicio de duque de Segovia. Esta denominación se dio en recuerdo a su lugar de nacimiento.
Con el tiempo, Jaime de Borbón y Battenberg quiso retractarse de su renuncia, pero el 19 de julio de 1969 y por petición de su hijo Alfonso de Borbón y Dampierre, renunció a sus pretensiones y reconoció como rey de España a su sobrino paterno Juan Carlos I, quien había sido nombrado «príncipe de España», y sucesor a título de rey, por Francisco Franco.
Anteriormente, Jaime de Borbón y Battenberg, se había autoproclamado titular de los derechos sucesorios de los reyes carlistas, al haberse extinguido éstos, intitulándose, también, desde el 3 de mayo de 1964, duque de Madrid, título nunca reconocido y ni siquiera aceptado por los seguidores carlistas.

## Duques de Segovia
|                           | Titular                      | Periodo                   |
| Creación por Alfonso XIII | Creación por Alfonso XIII    | Creación por Alfonso XIII |
| ------------------------- | ---------------------------- | ------------------------- |
| i                         | Jaime de Borbón y Battenberg | 1933-1975                 |
| Único titular             |                              |                           |

## Historia de los duques de Segovia
- Jaime de Borbón y Battenberg (1908-1975), i duque de Segovia.

1. Casó eclesiásticamente con Emanuela de Dampierre, noble francesa e italiana, perteneciente a la Casa de Dampierre, (casa aristocrática de la región de Picardía, Francia) y a la Casa de Rúspoli, (casa principesca de la ciudad de Florencia, Italia). Este matrimonio se declaró "morganático", «por desigual», por lo que Jaime de Borbón y Battenberg hubiera perdido los derechos sucesorios al trono de España, derechos que no perdió por ello, dado que ya no los tenía por haber renunciado a ellos anteriormente. De este matrimonio, posteriormente divorciado, nacieron dos hijos, ambos varores:
  1. Alfonso de Borbón y Dampierre, duque de Cádiz, padre de Francisco de Asís y Luis Alfonso de Borbón y Martínez-Bordiú.
  2. Gonzalo de Borbón y Dampierre, duque de Aquitania, padre de una hija no legítima, Estefanía Michelle de Borbón.
2. Casó civilmente con una cantante de ópera, Charlotte Luise Auguste Tiedemann, hija de Otto Eugen Tiedemann y Luise Amalia Klein. Charlotte era dos veces divorciada (de Franz Büchler y de Fritz Hippler), y era madre de una hija, Helga Charlotte Hippler. Sin descendencia de este matrimonio.